# Demolition Champions
Demolition Champions (также известна как Smash Up Derby, в России как «Гонки на выживание 2003») — компьютерная игра в жанре автосимулятора и гонок на выживание, разработанная польской компанией City Interactive (сейчас: CI Games) и изданная компанией ValuSoft в 2003 году.
Издателем игры на территории стран СНГ и Латвии является компания «Руссобит-М».

## История разработки
Игра была анонсирована на англоязычном рынке в марте 2003 года. На тот момент разработчики City Interactive  были известны стратегией Project Earth: Starmageddon и авиасимулятором Aces of World War I. Игра позиционировалась как разработанная для «среднего ценового сегмента». Были представлены её основные характеристики (такие, как «20 машин и 28 трасс на выбор»), а также заявлено об использовании игрового движка 3DVIA Virtools и физического движка Havok (для обработки аварий и столкновений). Помимо этого, заявлено что модели автомобилей будут состоять из 6000 полигонов каждая, а трассы — примерно из 50000 полигонов. Также объявлено, что музыка к игре написана польской группой WAWA. Сообщалось, что Demolition Champions вдохновлена другой аркадной гоночной игрой, Destruction Derby, выпущенной в 1995 году для MS-DOS, PlayStation и Sega Saturn.
Российский издатель «Руссобит-М» объявил о планах локализовать и издать игру в январе 2003 года как «Гонки на выживание 2003» (раньше, чем появились анонсы в иностранных публикациях). Было сообщено о получении локкита — инструментов для локализации, от разработчиков. Игра была объявлена как «разрабатываемая подразделением Lemon Interactive» (в действительности City Interactive состояла из объединившихся польских студий Lemon Interactive, Tatanka и We Open Eyes). В дальнейшем «Руссобит-М» размещала скриншоты из игры в преддверии релиза.
Была выпущена также демоверсия игры (на английском языке). Она содержит два автомобиля и две трассы (Night Arena и Lacroix Long).
В конечном итоге, релиз в США состоялся 12 марта 2003 года, издателем выступила ValuSoft. В России игра вышла 24 апреля 2003 года. Русская локализация была выполнена студией Revolt Games.
В 2005 году игра издана в Польше силами самой City Interactive; и повторно издана там же в 2008 году. В Литве издателем также выступила «Руссобит-М», с локализацией, сделанной Akelotė ir Ko. Эта версия игры получила название «Bulių kautynės 2003».

## Игровой процесс
Игроку предстоит принимать участие в гоночных заездах, соревнуясь с противниками, управляемыми искусственным интеллектом в режиме однопользовательской игры, или же с реальными игроками в многопользовательском режиме посредством LAN-соединения или через интернет. В одном заезде может быть до 16 соперников.
Для выбора игроку доступно двадцать автомобилей, скопированных с реальных, однако не лицензированных и не имеющих определенных названий в меню. Реализована система повреждения автомобиля при столкновениях с противниками или элементами трассы: мнётся и пачкается кузов, отлетают бампера и крышки капотов, двигатель выходит из строя.

### Трассы
Соревнования проходят на четырёх трассах в заездах-«аренах» и 25 трассах для круговых гонок. Трассы, представленные в игре: «Ромаунт» (англ. Romount), «Футбольная Гонка» (англ. Football Race), «Пригороды» (англ. Suburb), «Горячее Кольцо Нитро» (англ. Hot Ring Nitro), «Ночная Арена» (англ. Night Arena) и другие. Некоторые имеют по нескольку вариантов, например, «Лакруа Короткая» (англ. Lacroix Short), «Лакруа Средняя» (англ. Lacroix Medium), «Лакруа Длинная» (англ. Lacroix Long).

## Рецензии и оценки
| Иноязычные издания | Иноязычные издания |
| Издание            | Оценка             |
| ------------------ | ------------------ |
| GameStar           | 53 %               |
| Jeuxvideo.com      | 30 %               |

Игра получила оценки, которые могут быть описаны как средние и ниже среднего, от профильной прессы.
Так, журналист немецкого журнала PC Action за август 2003 оценил игру в 53% из 100%, назвав игру «довольно скучной», впрочем, он отметил что режим арены, «заимствованный из Destruction Derby», «где вы можете разбить кучу машин, довольно увлекает, особенно в многопользовательском режиме».
Другое немецкое издание, GameStar за август 2003, также оценило игру в чуть более, чем средний балл 53% из 100%: «технически игра средняя, и после первоначального увлечения анархически-веселыми метал-баттлами, Smash Up Derby довольно быстро надоедает». Gamesmania.de также оценило игру средней оценкой 49%, отметив, что «она, однако, хорошо подходит для сетевой игры».
Французские издания Jeuxvideo.com и JeuxVideoPC.com оценили игру отрицательными оценками 30% и 31% соответственно. «Трудно сказать, что в первую очередь удержит вас от игры — раздражение или скука, но, скорее всего, вы не проведете за ней много времени» — пишет автор Jeuxvideo.com.
Более положительно оценил игру российский сайт «Седьмой волк», принадлежавший существовавшему в начале 2000-х «пиратскому издателю»: в те годы на сайте публиковались новости, рецензии и обсуждения. Автор статьи отметил сбалансированные карты-арены, систему апгрейда автомобилей и «неплохую графику». Другое издание, белорусская «Компьютерная газета» в своей рубрике «Виртуальные радости», оценило игру на 7 из 10; автор статьи подводит итог словами: «мы имеем довольно неплохую по качеству игрушку, которую, без сомнения, можно посмотреть. Может быть, она вам даже понравится, и вы пройдете ее один, а то и несколько раз. Только хитом она все равно не станет, хотя какую-то долю поклонников, по-моему, все же найдет».
Журналист польского издания Gameplay.Pl также оценил игру скорее положительно: «иногда мне нравится играть в слабые игры. Купленные в типичных киосках за десятку-другую. Я могу получить от них массу удовольствия! Многим из вас может показаться странным, что человек, иногда критикующий кассовые хиты и известные бренды, время от времени играет в посредственные продукты. (...) Кроме того, сама игра до смешного короткая (но это уже плюс). Тем не менее, она предлагает кое-что, что заставляет меня вспоминать её с любовью, и это режим дерби. (...) Даже после завершения карьеры я часто возвращался к этому режиму, потому что он действительно хорошо сделан».
Пользовательская оценка («Moby Score») на сайте MobyGames равняется более, чем средней, составляя 5.9 из 10. Общая оценка игроков на сайте Gamepressure.com составляет 7.8 из 10.